# Literaturjahr 1515
Liste der Literaturjahre

◄◄ | ◄ | 1511 | 1512 | 1513 | 1514 | Literaturjahr 1515 | 1516 | 1517 | 1518 | 1519 | ► | ►►

Weitere Ereignisse
Dieser Artikel behandelt das Literaturjahr 1515.

## Ereignisse

### Prosa
- Anfang Oktober: Die satirischen Dunkelmännerbriefe (Epistolae obscurorum virorum) werden, gedruckt von Heinrich Gran in Haguenau, anonym publiziert. Sie sind eine Reaktion auf den Streit zwischen Johannes Pfefferkorn und Johannes Reuchlin über den Talmud und andere jüdische Schriften. Das Werk enthält 41 fingierte Briefe, die angeblich eine Reihe von Dominikanern hauptsächlich an den Scholastiker Ortwin Gratius schreiben und ihn teils um Rat fragen, teils ihm ihre Solidarität in der Angelegenheit mit Reuchlin versichern. Dabei sind die Briefe in Form und Inhalt so gestaltet, dass sie als Selbstentlarvung der Beteiligten wirken sollen. Als Hauptverfasser des Werks, das noch mehrere Auflagen erfährt, gilt heute der zum Erfurter Humanistenkreis um Mutianus Rufus gehörende Crotus Rubeanus.

- Das satirische Werk Geuchmat von Thomas Murner fällt vorläufig der innerfranziskanischen Zensur zum Opfer und kann erst im Jahr 1519 erscheinen. Als Ersatzschrift veröffentlicht er die Satire Die Mülle von Schwyndelszheym vnd Gredt Müllerin Jarzit. Hauptfiguren dieser Versdichtung sind der Müller, der eine Schelmengesellschaft zu einem Jarzit eingeladen hatte, seine buhlerische Frau Gredt Müllerin, sowie ein Esel. Neben der Kritik an der Liebessucht, verkörpert in Gret Müllerin, nimmt Murner wiederum die Geistlichkeit scharf aufs Korn. So lässt er den Esel in Gestalt eines Domherren, eines Guardians, eines Priors und eines Doktors einer Universität auftreten.

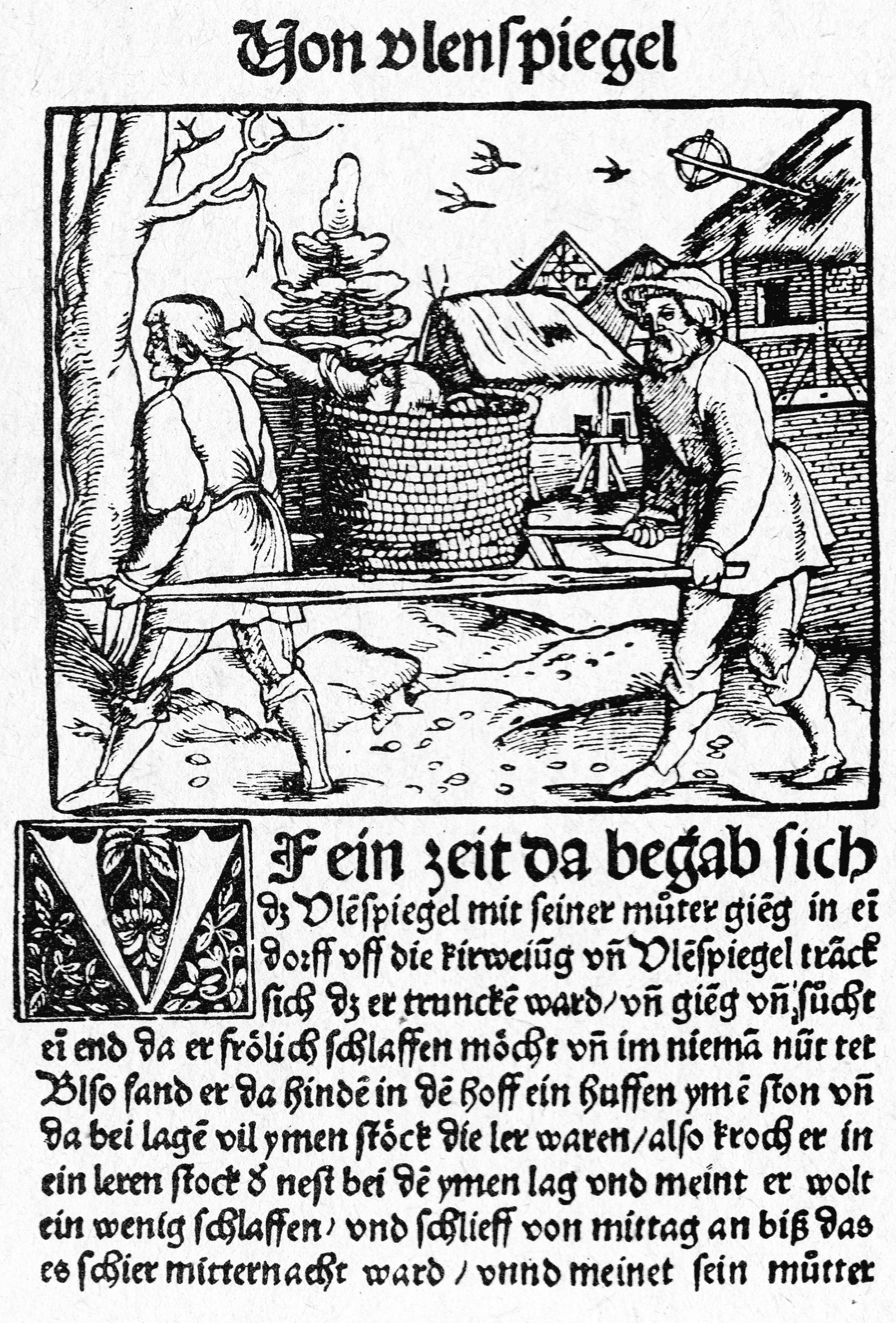
Abbildung des Eulenspiegel von 1515

- Die erste gesichert datierte Ausgabe des Till Eulenspiegel wird veröffentlicht.
- Filippo Beroaldo, Präfekt der römischen Akademie, lässt im Auftrag von Papst Leo X. einen Codex mit den ersten fünf Büchern der Annales des Tacitus drucken, der 1509 im Kloster Corvey entdeckt worden ist.

### Lyrik
- Zacharias Kallierges bringt in seiner neu gegründeten Druckerpresse in Rom die erste griechische Ausgabe der Hymnen Pindars heraus.

### Drama
- Gian Giorgio Trissino vollendet die Tragödie Sofonisba, die aber erst 1524 veröffentlicht und 1556 uraufgeführt wird.

### Sonstiges
- 4. Mai: Der Index librorum prohibitorum wirft seine Schatten voraus: Mit der Bulle Inter sollicitudines führt Papst Leo X. mit Zustimmung des V. Laterankonzils die Vorzensur für Druckwerke ein. Jedes Manuskript, unabhängig vom Gegenstand, also auch bei Themen ohne Berührungspunkte mit kirchlichen oder religiösen Bereichen, muss vor dem Druck vom Bischof bzw. seinem Beauftragten approbiert werden, außer in Rom, wo dies dem Vikar des Papstes und dem Magister des päpstlichen Palastes obliegt. Druckerzeugnisse ohne kirchliche Approbation werden beschlagnahmt und öffentlich verbrannt, die Drucker und ihre Auftraggeber werden exkommuniziert, verlieren die Druckerlizenz und müssen hundert Dukaten an die Bauhütte für den Neubau der Peterskirche in Rom zahlen.
- Die Chronica sive Historia de duabus civitatibus des Otto von Freising aus dem 12. Jahrhundert erscheint erstmals im Druck.
- Die erste deutsche Ausgabe von Ludovico de Varthemas Reisebericht erscheint in Augsburg.

## Geboren

### Geburtsdatum gesichert
- 25. Januar: Christoph Preuss von Springenberg, ungarischer Dichter und Rhetoriker († 1590)
- 28. März: Teresa von Ávila, spanische Mystikerin und Autorin geistlicher Bücher († 1582)

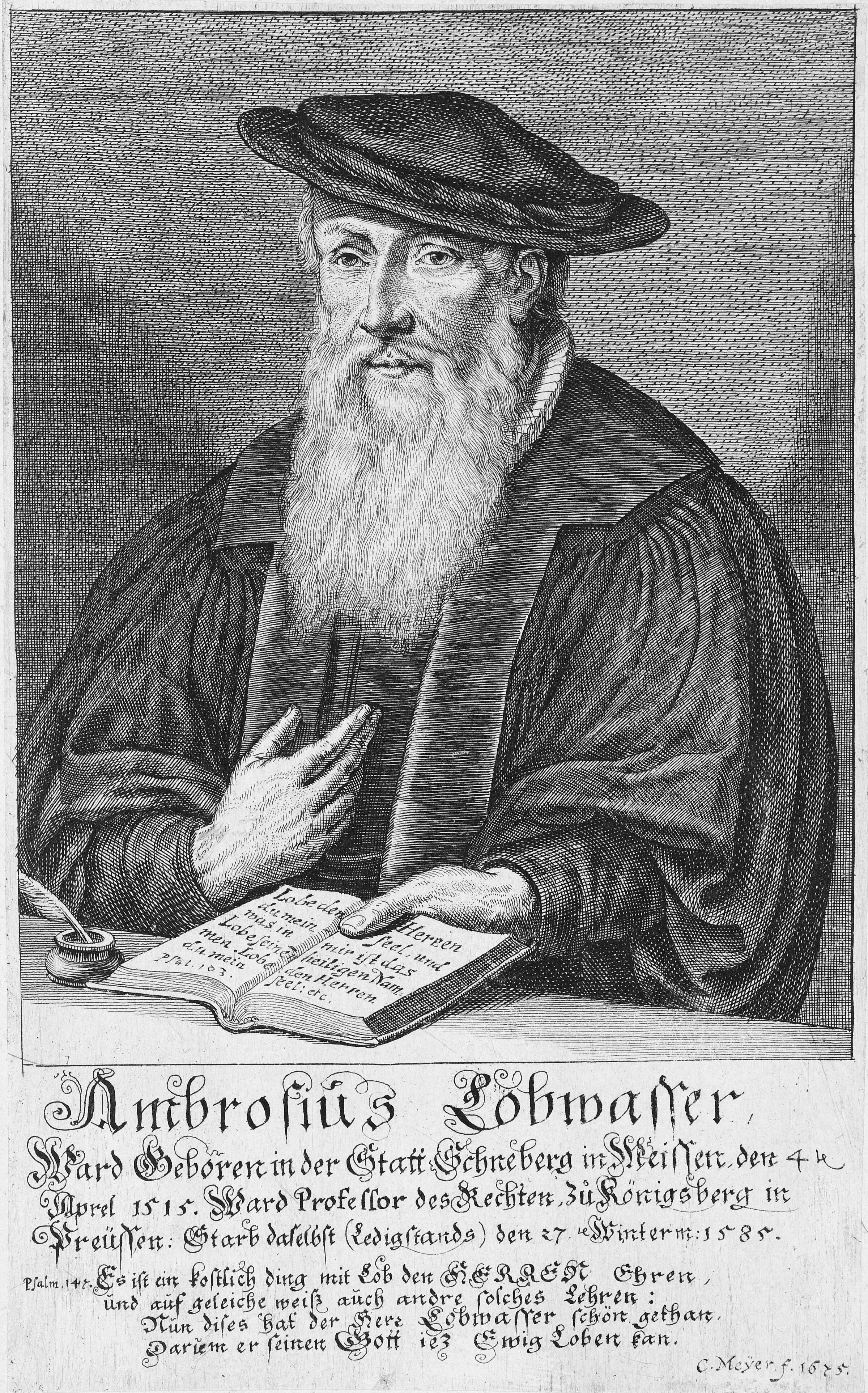
Ambrosius Lobwasser; * 4. April

- 4. April: Ambrosius Lobwasser, deutscher humanistischer Schriftsteller und Übersetzer († 1585)
- 13. Mai: Johannes Stigel, deutscher Poet und Rhetoriker († 1562)
- 29. Oktober: Vincenzo Borghini, italienischer Humanist, Schriftsteller und Kleriker († 1580)

### Genaues Geburtsdatum unbekannt
- Robert Copland, englischer Buchdrucker und Dichter († 1547)

### Geboren um 1515
- Melchior Acontius, deutscher Humanist und Lyriker († 1569)
- Roger Ascham, englischer Pädagoge und Schriftsteller († 1568)

## Gestorben

### Todesdatum gesichert

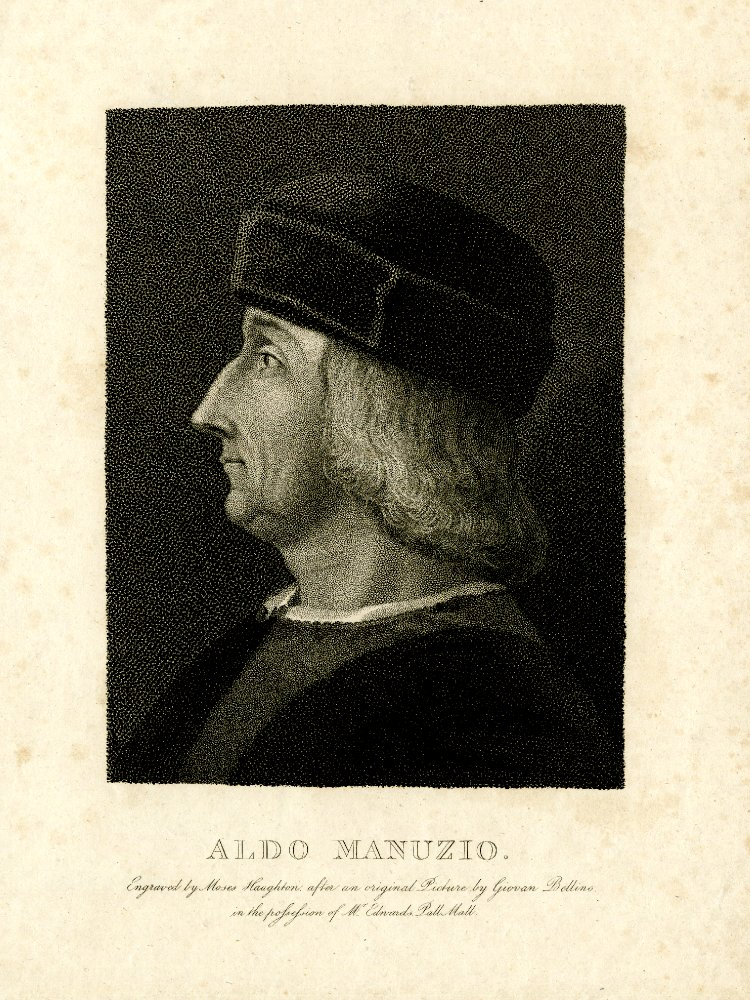
Aldus Manutius; † 5., 6. oder 8. Februar

- 5., 6. oder 8. Februar: Aldus Manutius, venezianischer Buchdrucker und Verleger (* 1449)
- 11. November: Dietrich Coelde, deutsch-niederländischer Franziskaner, Volksprediger und Schriftsteller (* um 1435)

### Gestorben nach 1515
- Jean Lemaire de Belges, franko-flämischer Autor (* um 1473)